# Mickey 17
Mickey 17 er en amerikansk science fiction-film fra 2025, der er instrueret af den sydkoreanske instruktør Bong Joon-ho og har Robert Pattinson i hovedrollen som Mickey.

## Handling
Filmen foregår i en fremtidsverden i 2054, hvor det er muligt at 3D-printe mennesker med biomasse. Hovedpersonen Mickey er kopi nr. 17 af en taberfigur, der har meldt sig som "erstattelig" på en kolonimission mod isplaneten Niflheim (opkaldt efter dødsriget i nordisk mytologi. Mens teknologien ikke må bruges på Jorden, er det muligt at anvende den i rummet, hvor Mickey dør gang på gang under udførelsen af de mest tarvelige opgaver på skibet. Version nr. 17 dør imidlertid ikke som planlagt, men overlever mirakuløst. Da han kommer tilbage til basen, giver det imidlertid problemer, fordi laboratoriet allerede har genoptrykt hans efterfølger, Mickey 18.

## Medvirkende
- Robert Pattinson som Mickey Barnes, en ansat på Nilfheim på sin syttende (og senere attende) iteration
- Naomi Ackie som Nasha Adjaya, kæreste til en af Mickeys tidligere kloner
- Steven Yeun som Timo, en pilot og Mickeys ven
- Mark Ruffalo som Kenneth Marshall, en egomanisk fascistisk politiker
- Toni Collette som Gwendolyn, Marshalls træske og kontrollerende kone
- Holliday Grainger som Gemma
- Anamaria Vartolomei som Kai Katz
- Thomas Turgoose
- Angus Imrie som Shrimp Eyes
- Cameron Britton som Arkady
- Patsy Ferran
- Daniel Henshall
- Steve Park som Agent Zeke
- Tim Key

## Modtagelse

### USA
På det amerikanske websted Rotten Tomatoes, der opsummerer amerikanske mediers filmanmeldelser, var 87 % af de 39 indsamlede anmeldelser positive med en gennemsnitlig vurdering på 7,7 ud af 10 mulige point.

### Danmark
Filmmagasinet Ekko gav filmen fire stjerner ud af seks og kaldte filmen et "gakket rumspektakel, der går på rov i sci-fi genren og kitter klassesatire sammen med slapstick". I Information mente anmelderen Christian Monggaard, at filmen var underholdende og kulørt og morsom, når den gik i kødet på magtmennesker og kapitalisme, men også for lang og løs. Politiken kaldte filmen en kæmpe skuffelse fra Bong Joon-ho, som hverken var sjov eller interessant, og endte med at give den tre hjerter.